# Servus
Servus je neformalni usmeni i pismeni pozdrav pri susretanju i na rastanku.
Tradicionalan je prijateljski pozdrav u velikim dijelovima srednje Evrope.

## Rasprostranjenost
Koristi se u južnoj Njemačkoj (Sarland, Rajna-Palatinat, Baden-Virtemberg, Bavarska, u Austriji (takođe "Servas") u Sloveniji, Hrvatskoj ( "Bok" ili "Serbus"), Mađarskoj ( "Szervusz "/" Szervusztok "," Szia "/" Sziasztok "), Slovačkoj, Sjeverozapadnoj Rumuniji i Transilvaniji ("Servus"), Poljskoj ("Serwus"). i Južnom Tirolu u Italiji, među govornicima njemačkog jezika.
Riječ dolazi iz latinskog servus, Lat: "rob" ili "sluga") i znači, u kratkom obliku "Ja sam tvoj sluga", ili "stojim ti na usluzi".
Servus se može koristiti za pozdravljanje, ili za oproštaj.
"Servus" se posebno koristi među prijateljima i poznanicima.
Josef Holeček je u Kotoru, koji je bio pod austrijskim političkim i kulturnim uticajem, čuo da se dvoje pozdravljaju ponosnim Servus!, a isti pozdrav navodi i u Kolinu. Jedan Čeh se lažno predstavljao kao vojvoda Vrbica, Crnogorac, i u redakciji Kolinskih novina su ga na rastanku pozdravili: ...i za sada vojvodo Servus!